# 张杏花
张杏花，中华人民共和国政治人物。
担任全国纺织工业劳模，浙江麻纺厂工。1954年，当选第一届全国人民代表大会代表。